# علي جمعة (ممثل)
علي جمعة (2 أبريل 1958 -)؛ ممثل كويتي.

## حياته الفنية
كانت بداية دخوله للمجال الفني عام 1976 بمشاركته بدور صغير في مسلسل خولة بنت الأزور، بينما أول عمل مسرحي له كان دار. إلا إن نجاحه كان في بطولة مسلسل عبد الله البري وعبد الله البحري عام 1994، برز بأدوار الشر التي قدمها خلال أعماله بكثرة.

## أعماله

### من المسلسلات
- خولة بنت الأزور.
- دنيا الدنانير.
- فتى الأحلام.
- الغرباء.
- على الدنيا السلام.
- خذ وخل.
- الطماعون.
- حياتنا الجديدة.
- عبدالله البري وعبدالله البحري.
- شحيت ومحيت.
- القرار الأخير.
- دارت الأيام.
- دروب الشك.
- مطبات.
- جروح غائرة - سهرة تلفزيونية.
- ديوان السبيل.
- ثمن عمري.
- بيتنا الكبير.
- بلا قيود.
- غربة مشاعر.
- دروب.
- رجال يبعون الوهم.
- بلا رحمة.
- صياحة صياحة.
- الخراز.
- هذيان الطين.
- قلوب حائرة.
- سارة.
- دمعة يتيم.
- وجع الانتصار.
- باب الفرج.
- ماي عيني.
- تذكرة داوود.
- الفصلة.
- بياعة النخي.
- سماء صغيرة.
- سرك الخافي.
- لغز 1990.
- نوح العين.

### من المسرحيات
- دار.
- بالمشمش.
- ممثل الشعب.
- رحلة حنظلة.
- فرحة أمة.
- من اجل حفنة دنانير.
- شمس الشموس.
- بو سند في باريس.
- علاء الدين.
- طيور الجوارح.

## روابط خارجية
- علي جمعة على موقع قاعدة بيانات الأفلام العربية